# Geremi Njitap
Geremi Njitap (Bafoussam, Camerún, 20 de diciembre de 1978) es un exfutbolista que jugaba como defensor o mediocampista central. 

## Trayectoria
Empezó su carrera marcando goles en un club local de Bafoussam y luego se fue al Racing FC Bafoussam y rápidamente fue transferido al club paraguayo Cerro Porteño (en donde estuvo 6 meses) para luego pasar al Gençlerbirligi Spor Kulübü donde logró afianzarse como titular y demostró su gran calidad al participar de 57 encuentros.
El gran salto de su carrera se daría en 1999 cuando el Real Madrid se interesó en él, pero su participación el equipo español no fue del todo buena ya que no era titular en el equipo. En el 2002 es cedido al Middlesbrough en donde su carrera toma un nuevo despegue consiguiendo que el Chelsea pusiera el ojo en él.
Con el Madrid,ganó:2 "Copas de Europa", 1 "Liga" y 1 "Supercopa de España".

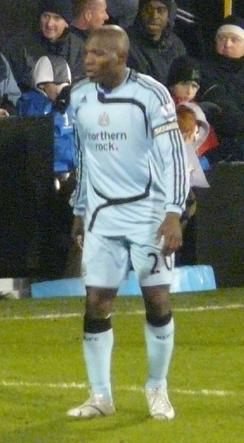
Geremi en un partido con el Newcastle.

En 2003 ficha para el equipo de Londres por 6 millones de libras esterlinas. En el equipo consigue regularidad mientras Claudio Ranieri fue el entrenador. Pero con la llegada de José Mourinho tuvo que pelear por el puesto nuevamente, puesto que con el tiempo ganó.
En 2007 ficha por el Newcastle y en agosto consigue la ciudadanía británica. En 2010 firma con el AE Larisa pero en el mercado de invierno rescindiría su contrato con el equipo griego.

## Selección
Es parte de la generación dorada de Camerún que consiguió el oro en los Juegos Olímpicos del 2000. Además de representar a su selección en el Mundial 2002 y en la Copa Africana de Naciones de 2004, 2006 y 2008. En total ha jugado 109 encuentros anotando 12 goles.

### Participaciones en Copa del Mundo
| Mundial                        | Sede                  | Resultado    |
| ------------------------------ | --------------------- | ------------ |
| Copa Mundial de Fútbol de 2002 | Corea del Sur y Japón | Primera fase |
| Copa Mundial de Fútbol de 2010 | Sudáfrica             | Primera fase |

## Clubes
| Equipo              | País       | Temporada | Partidos[cita requerida] | Goles[cita requerida] |
| ------------------- | ---------- | --------- | ------------------------ | --------------------- |
| Racing FC Bafoussam | Camerún    | 1995-1996 | 28                       | 5                     |
| Cerro Porteño       | Paraguay   | 1997      | 10                       | 0                     |
| Gençlerbirligi      | Turquía    | 1997-1999 | 63                       | 11                    |
| Real Madrid         | España     | 1999-2002 | 76                       | 2                     |
| Middlesbrough       | Inglaterra | 2002-2003 | 34                       | 7                     |
| Chelsea             | Inglaterra | 2003-2007 | 109                      | 4                     |
| Newcastle           | Inglaterra | 2007-2010 | 54                       | 3                     |
| Ankaragücü          | Turquía    | 2009-2010 | 12                       | 2                     |
| AE Larisa           | Grecia     | 2010-2011 | 11                       | 0                     |
| Total               | Total      | Total     | 397                      | 34                    |

## Palmarés

### Campeonatos nacionales
| Título              | Equipo      | País       | Año     |
| ------------------- | ----------- | ---------- | ------- |
| Primera división    | Real Madrid | España     | 2000-01 |
| Supercopa de España | Real Madrid | España     | 2001    |
| Premier League      | Chelsea     | Inglaterra | 2004-05 |
| Premier League      | Chelsea     | Inglaterra | 2005-06 |

### Copas internacionales
| Título                       | Equipo (*)           | País            | Año  |
| ---------------------------- | -------------------- | --------------- | ---- |
| Liga de Campeones de la UEFA | Real Madrid          | España          | 2000 |
| Copa Africana de Naciones    | Selección de Camerún | Ghana y Nigeria | 2000 |
| Liga de Campeones de la UEFA | Real Madrid          | España          | 2002 |
| Copa Africana de Naciones    | Selección de Camerún | Mali            | 2002 |
| Título                       | Equipo               | País            | Año  |
| Juegos Olímpicos             | Selección de Camerún | Australia       | 2000 |